# Between the Buttons
Between the Buttons — пятый британский и седьмой американский студийный альбом The Rolling Stones, изданный в двух вариантах. Появился в продаже в начале 1967 года (британская версия — 20 января, предназначенная для продаж в США — 11 февраля).
В 2003 году альбом был включён в список 500 величайших альбомов всех времён по версии журнала Rolling Stone под номером 355.

## Список композиций

### Британское издание
Все песни написаны Миком Джаггером и Китом Ричардсом.
1. «Yesterday’s Papers» 2:04
2. «My Obsession» 3:17
3. «Back Street Girl» 3:27
4. «Connection» 2:08
5. «She Smiled Sweetly» 2:44
6. «Cool, Calm, and Collected» 4:17
7. «All Sold Out» 2:17
8. «Please Go Home» 3:17
9. «Who’s Been Sleeping Here?» 3:55
10. «Complicated» 3:15
11. «Miss Amanda Jones» 2:47
12. «Something Happened to Me Yesterday» 4:55

### Американское издание
Все песни написаны Миком Джаггером и Китом Ричардсом.
1. «Let’s Spend the Night Together» 3:38
2. «Yesterday’s Papers» 2:01
3. «Ruby Tuesday» 3:16
4. «Connection» 2:08
5. «She Smiled Sweetly» 2:44
6. «Cool, Calm, and Collected» 4:17
7. «All Sold Out» 2:17
8. «My Obsession» 3:20
9. «Who’s Been Sleeping Here?» 3:55
10. «Complicated» 3:15
11. «Miss Amanda Jones» 2:47
12. «Something Happened to Me Yesterday» 4:55